# Nazionale maschile di hockey su pista dell'Ecuador
La nazionale di hockey su pista dell'Ecuador è la selezione maschile di hockey su pista che rappresenta l'Ecuador in ambito internazionale.